# Слеп
Слеп (від англ. slap — ляпас) — техніка гри на різних видах інструментів. Термін має декілька значеннь.

## Слеп на бас-гітарі
Для бас-гітари гра слепом полягає в ударі фалангою великого пальця по струнах (власне слеп, slapping) і підчепом вказівним чи середнім пальцем іншої або тої самої струни (так званий popping, ляск). При цьому струни на ладу затискаються так само, як і при грі піцикато або медіатором.
Слеп на бас-гітарі з'явився десь на початку 70-х років XX сторіччя, хоч до цього вже існував в контрабасовому варіанті. Першовідкривачем, як правило, вважають Ларрі Грейема. Ларрі почав використовувати таку техніку, щоб замінити своїм інструментом барабани. Тоді в його колективі було сутужно з барабанщиком і Ларрі намагався грати за двох. Ляпас по струнах великим пальцем повинен був імітувати звук басового барабана, а підчеп струн вказівним пальцем — малого.

Ларрі Грейем грає басове соло, Гроннінген, 19 березня, 2012

### Відомі бас-гітаристи, майстри слепу
Журнал BassPlayer у 2011 році видав навчальний посібник (додаток до журналу) з нотами басових партій, зіграних слепом, і коментарями до них. Посібник отримав промовисту назву Bass Player Presents: Slap Masters («БасПлеєр презентує: Майстри слепу»). Список імен басистів, поданий нижче, ніщо інше, як список музикантів, чиї композиції увійшли до цього збірника.
- Ларрі Грейем,
- Маркус Міллер,
- Флі,
- Роберт Трухільйо,
- Віктор Вутен[en],
- Alphonso Johnson,
- Abraham Laboriel,
- Andrew Gouche,
- Doug Wimbish,
- Louis Johnson,
- Les Clapool,
- Mark Adams,
- Nate Phillips,
- «Ready» Freddie Washington,
- Mark King,
- Ronald LaPread,
- Stanley Clarke.

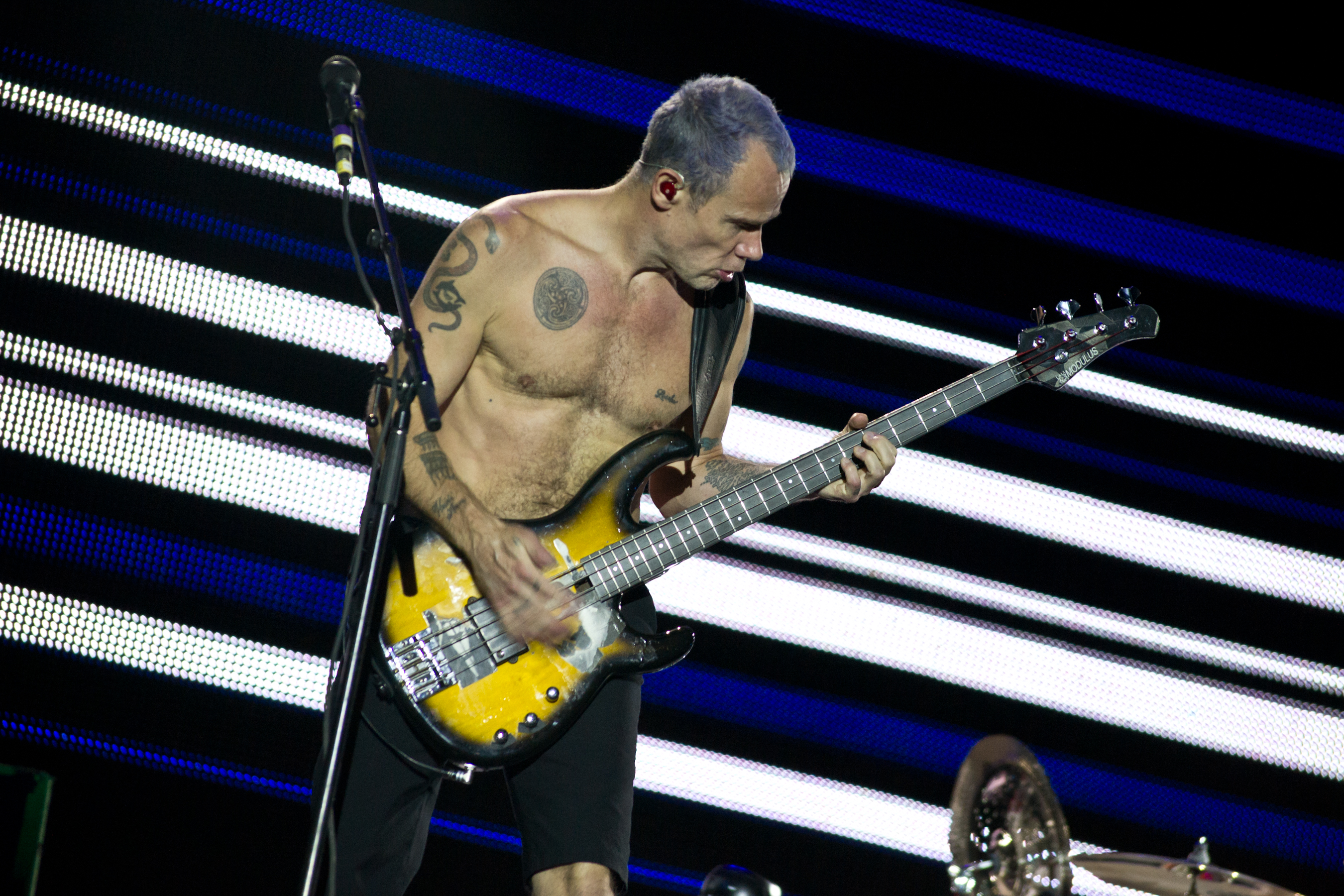
Бас-гітарист Red Hot Chili Peppers Флі грає слепом на бас-гітарі, Rock in Rio, 2012.

Деякі сучасні гітаристи використовують слеп і під час гри на гітарі. В основному він мало чим за технікою відрізняється від слепу на бас-гітарі.

## Барток-піцикато на струнних
Слеп на струнних інструментах — це підсилене піцикато, при якому струна вдаряється об гриф, викликаючи особливий звук. Інша назва цього прийому у струнних часто називається «Bartok-pizzicato», за аналогією з тим, що саме угорський композитор XX століття Бела Барток офіційно ввів його в свої твори.

## Контрабасовий слеп у джазі, ракабіллі і сайкобіллі
В джазі контрабасовий слеп з'явився наприкінці 1920-х років, знайшов популярність в 1940-і і перекочував в рокабілі, а потім і в сайкобілі.

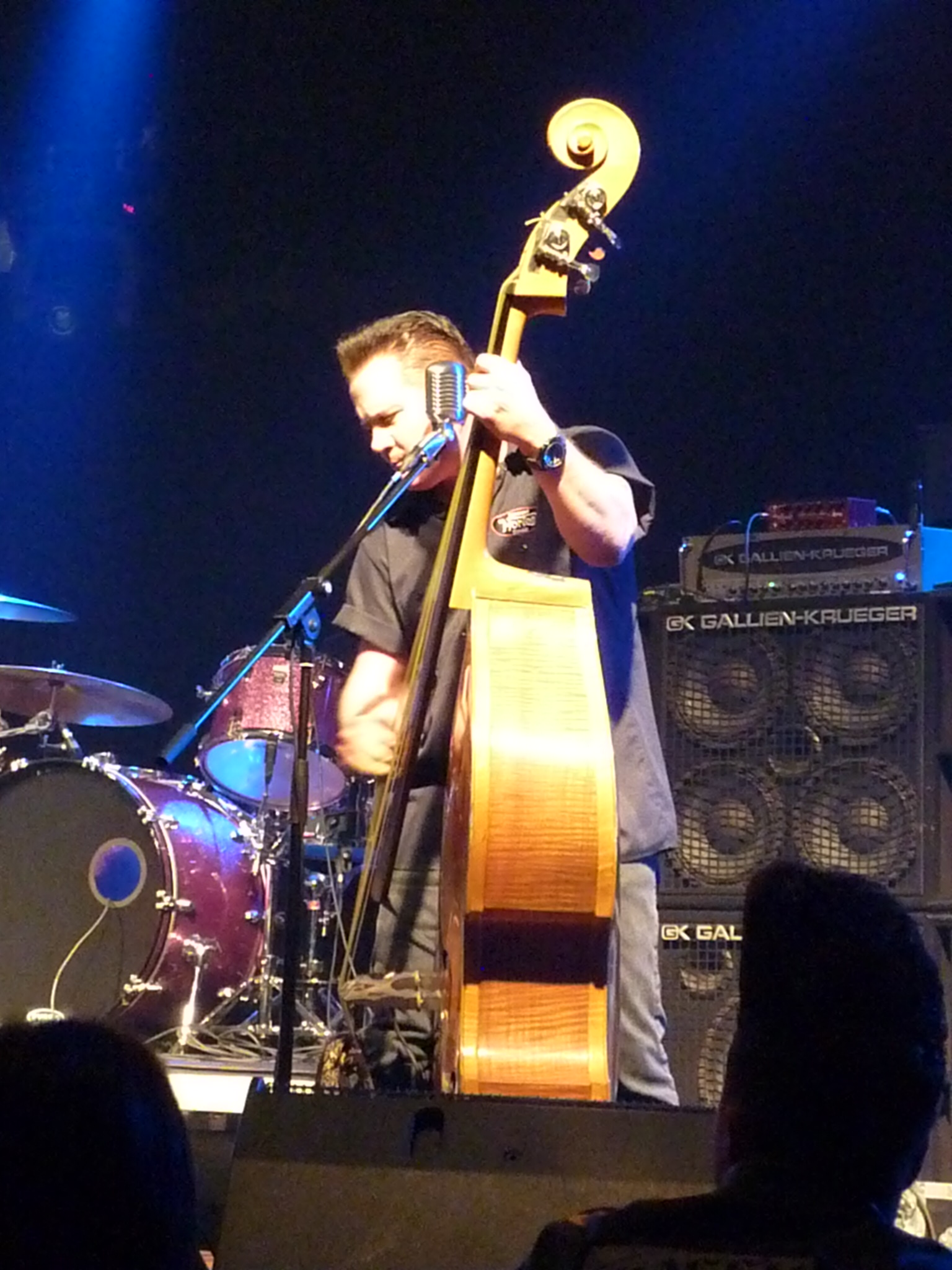
Джимбо Воллес з групи Reverend Horton Heat — досвідчений гравець слепом на контрабасі.

## Слеп на дерев'яних духових інструментах
Слеп на дерев'яних духових інструментах з'явився в середині XX століття. Першими композиторами, які застосували даний прийом на флейті були французькі композитори Клод Дебюссі та Едгар Варез. На флейті розрізняють два види слепа — мовної та губної. Так само можливий і закритий слеп, тобто слеп із закритим амбушюром.
На кларнеті слеп з'явився на початку XX століття в джазі. Так само розрізняють два види — відкритий (дуже гучний) і закритий слеп (може виконуватися як тихо, так і голосно). Така ж техніка слепу і на саксофоні
Слеп на гобої та фаготі теж мають два види, але вони відрізняються від попередніх. Перший вид слепу схожий з закритим кларнетовим слепом, а другий виконується без тростини.

## Слеп на мідних духових інструментах
Слепи на мідних духових інструментах також можливі. Вони беруться за допомогою швидкого вимови складу «фт» в мундштук. У практиці мідних духових вживається досить рідко.

## Слеп на фортепіано
Слеп так само можливий і на фортепіано. Виник він на роялі в середині XX століття. Вглядає він таким чином. Одна рука тримає пальцем струну на роялі, а друга грає по клавішах цей же звук. Звук стає приглушеним.